# Colette
Pour les articles homonymes, voir Colette (homonymie).
Sidonie Gabrielle Colette, dite Colette, est une femme de lettres, actrice et journaliste française, née le 28 janvier 1873 à Saint-Sauveur-en-Puisaye (Yonne) et morte le 3 août 1954 à Paris. Elle est considérée, à l’instar de Voltaire ou Victor Hugo avant elle, comme l'un des plus grands écrivains français, symbolisant son époque et la littérature.
Elle est ainsi l'une des plus célèbres romancières, aussi bien en France qu'à l'étranger, de la littérature française. Sa bisexualité, affirmée et revendiquée,, occupe une large place dans sa vie et son œuvre,, au même titre que son amour profond et prononcé de la nature ou sa description, tendrement moqueuse, de la société française de la Belle Époque. Deuxième femme à être élue membre de l'académie Goncourt en 1945, elle en devient la présidente entre 1949 et 1954. Elle est la première femme en France à recevoir des funérailles nationales.

## Biographie

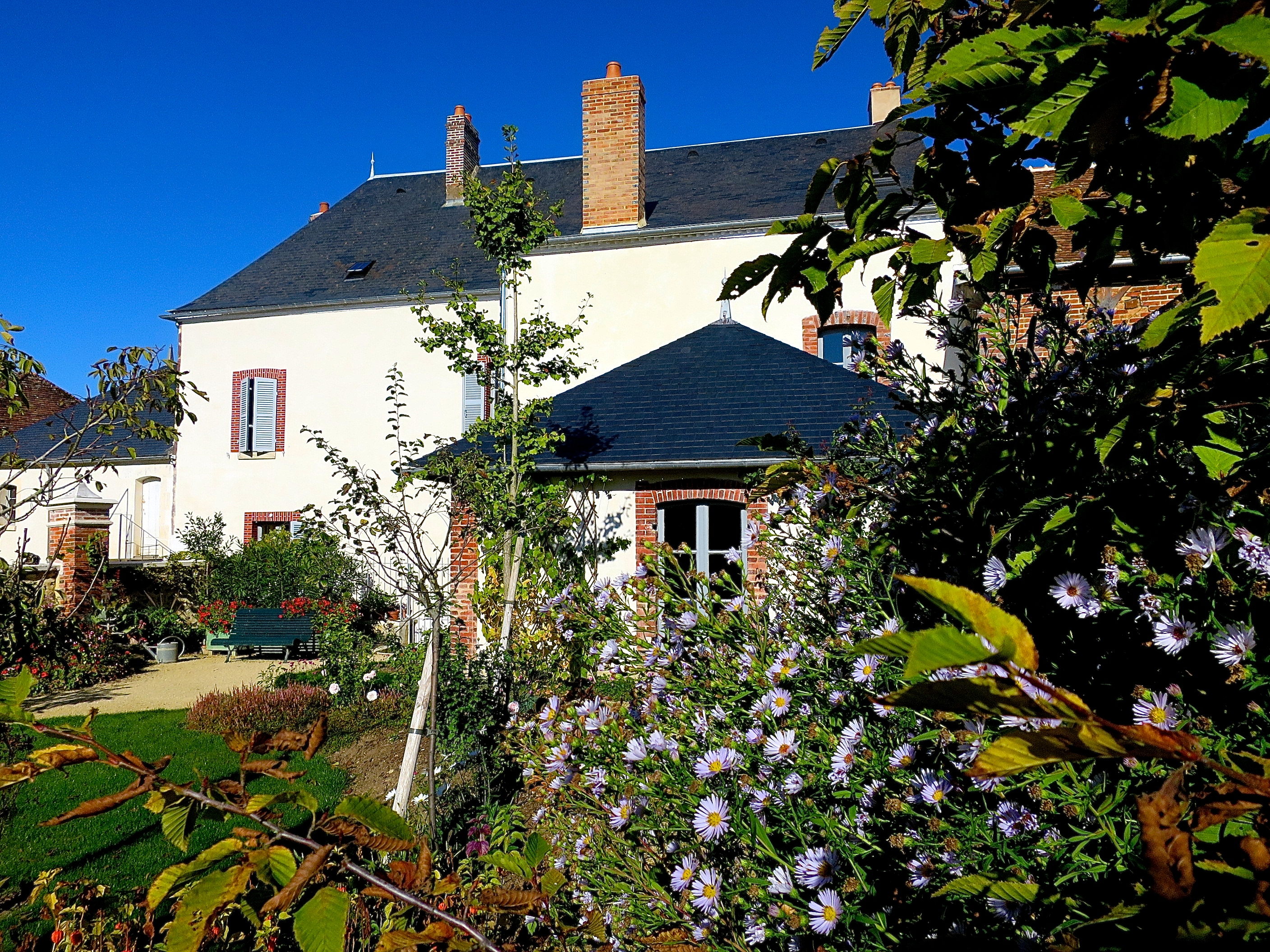
Maison natale de Colette dans l'Yonne en Bourgogne, labellisée Maisons des Illustres.

Sidonie Gabrielle Colette est le second enfant et la fille du capitaine Jules-Joseph Colette et de Sidonie Landoy, veuve de Jules Robineau-Duclos.
Sidonie Landoy, dite « Sido » (12 août 1835 - 25 septembre 1912) issue d'une famille métisse de Martinique, a épousé en premières noces Jules Robineau-Duclos dont elle a eu deux enfants : Juliette (1860-1908, mariée au Dr Roché) et Achille (1863-1913). Remariée à Jules-Joseph Colette, elle a deux autres enfants : Léopold (1866-1940) et Sidonie Gabrielle.
Après avoir perdu une jambe à la bataille de Melegnano en 1859, le capitaine Jules-Joseph Colette (26 septembre 1829 - 17 septembre 1905), Saint-Cyrien, zouave, est devenu percepteur.
Sidonie Gabrielle passe une enfance heureuse dans sa maison natale à Saint-Sauveur-en-Puisaye, un gros village de Bourgogne,,. Adorée par sa mère comme un « joyau tout en or » au sein d'une nature fraternelle, elle reçoit une éducation laïque dans une famille de la petite bourgeoisie. Sido, féministe et athée convaincue qui ne craint pas de troubler le curé de Saint-Sauveur avec son chien ou de lire Corneille caché dans un missel, lui apprend l'art de l'observation, notamment dans le jardin donnant sur la cour de la maison.

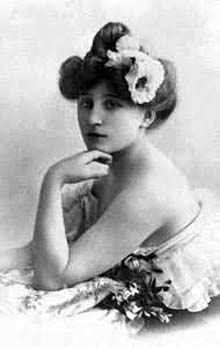
Colette vers 1890.

La jeune Gabrielle lit très tôt les grands classiques et prend des leçons de français et de style auprès de son père, grand lecteur de journaux. Sido ayant des goûts de luxe que son mari ne sait lui refuser, la famille est ruinée et doit quitter Saint-Sauveur pour s'installer en novembre 1891 à Châtillon-sur-Loing,(Loiret).

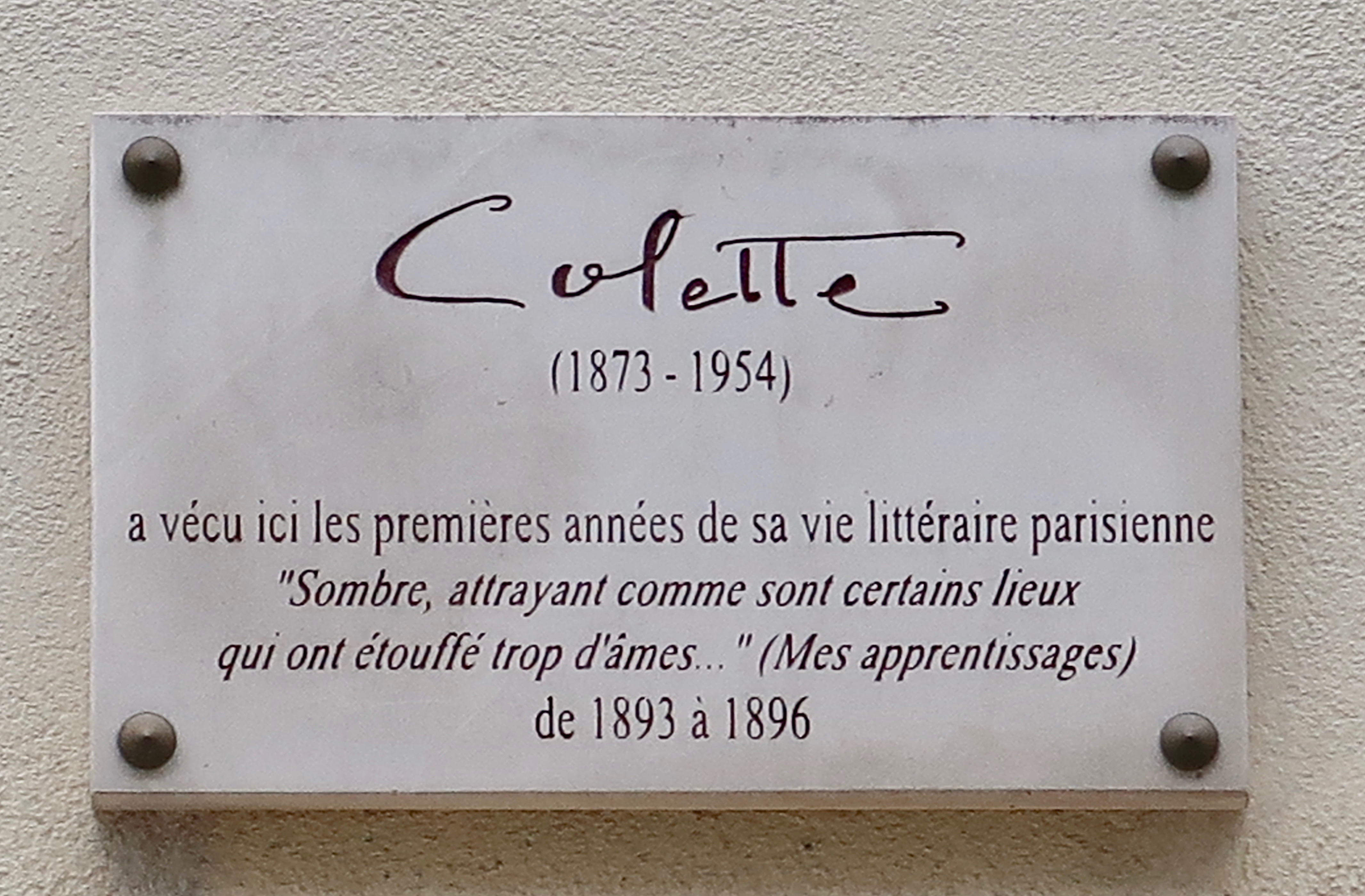
Plaque 28 rue Jacob (6e arrondissement de Paris), où elle vit de 1893 à 1896.

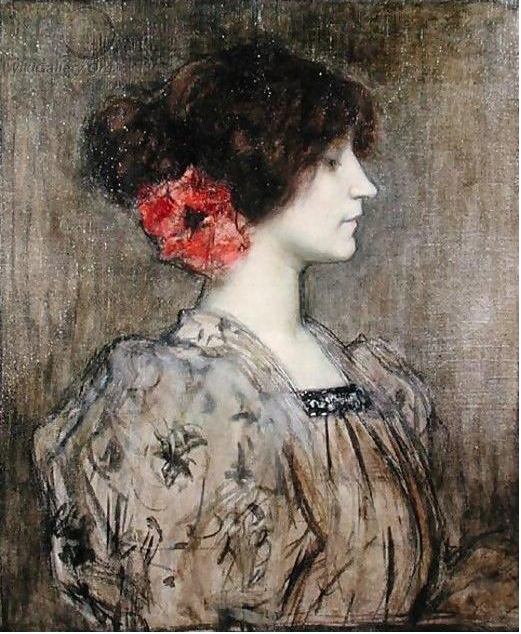
Portrait de Colette, vers 1896, par Ferdinand Humbert.

Adolescente, Gabrielle rencontre Henry Gauthier-Villars (dit  « Willy ») alors qu'il mettait en nourrice à Châtillon-sur-Loing son fils (Jacques Henry Gauthier-Villars, né en 1889). Séducteur compulsif, il a eu ce fils d'une liaison (parmi d'autres) avec Marie-Louise Servat, la femme d'Émile Cohl. Colette et Willy se marient le 15 mai 1893 à Châtillon-sur-Loing.
Willy est un critique musical très influent et un auteur prolifique de romans populaires, écrits en tout ou partie par des prête-plumes. Il est aussi l'un des propriétaires de la maison d'édition Gauthier-Villars au 55 quai des Grands-Augustins, et le couple s'installe au dernier étage de l'immeuble. Il introduit sa jeune femme dans les cercles littéraires et musicaux de la capitale où Gabrielle fait sensation avec l'accent rocailleux de sa Bourgogne natale. Surpris par les dons d'écriture de sa jeune épouse, Willy l'utilise elle aussi comme prête-plume (le premier manuscrit de Colette date de 1893). Femme inconnue, elle signera Colette Willy jusqu'en 1923. Sous le nom de Colette Gauthier-Villars, elle publie des chroniques musicales dans La Cocarde, dirigée par Maurice Barrès.

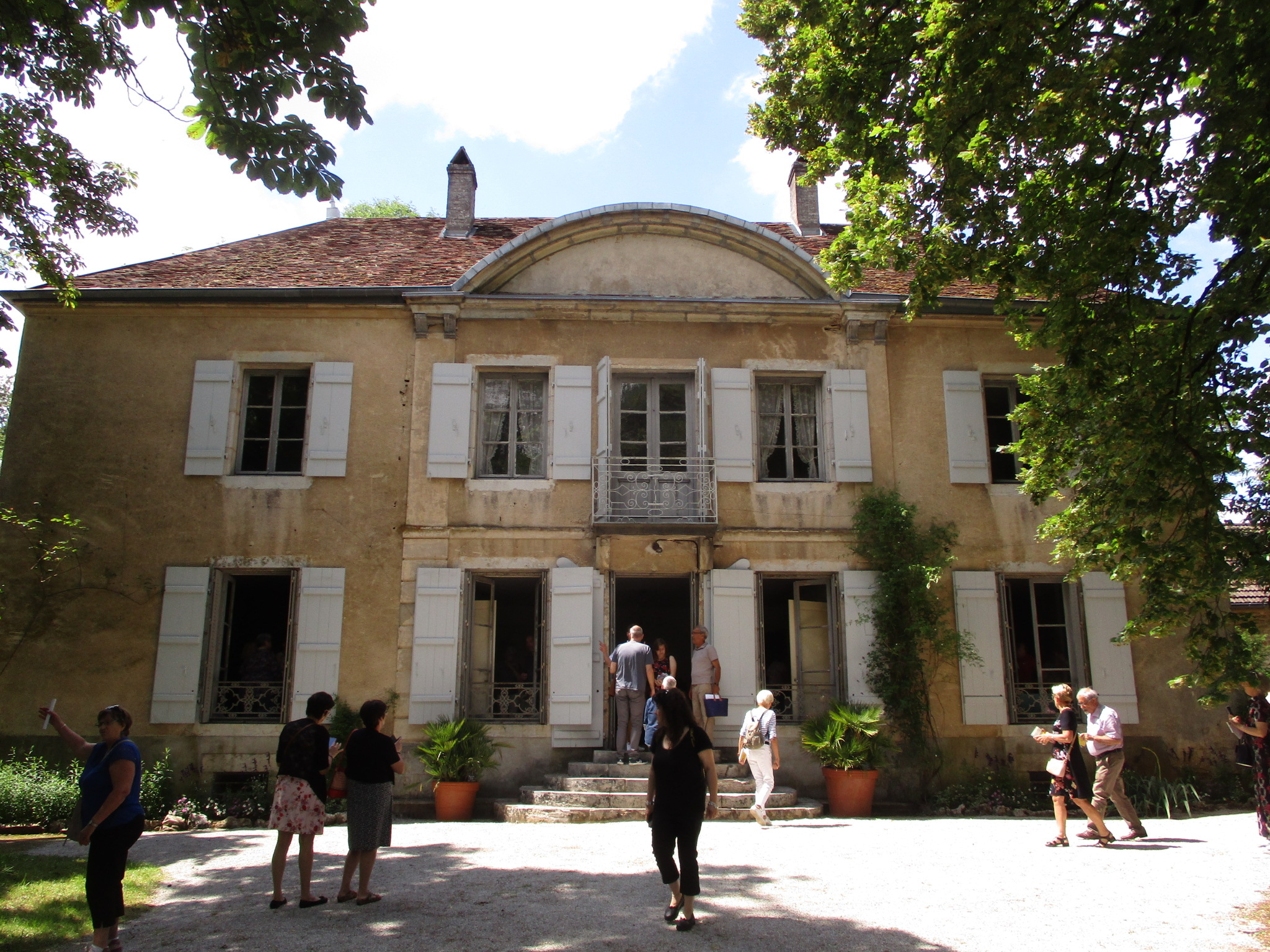
Maison de Colette à Besançon en Bourgogne-Franche-Comté, où elle séjourne et écrit de 1902 à 1908.

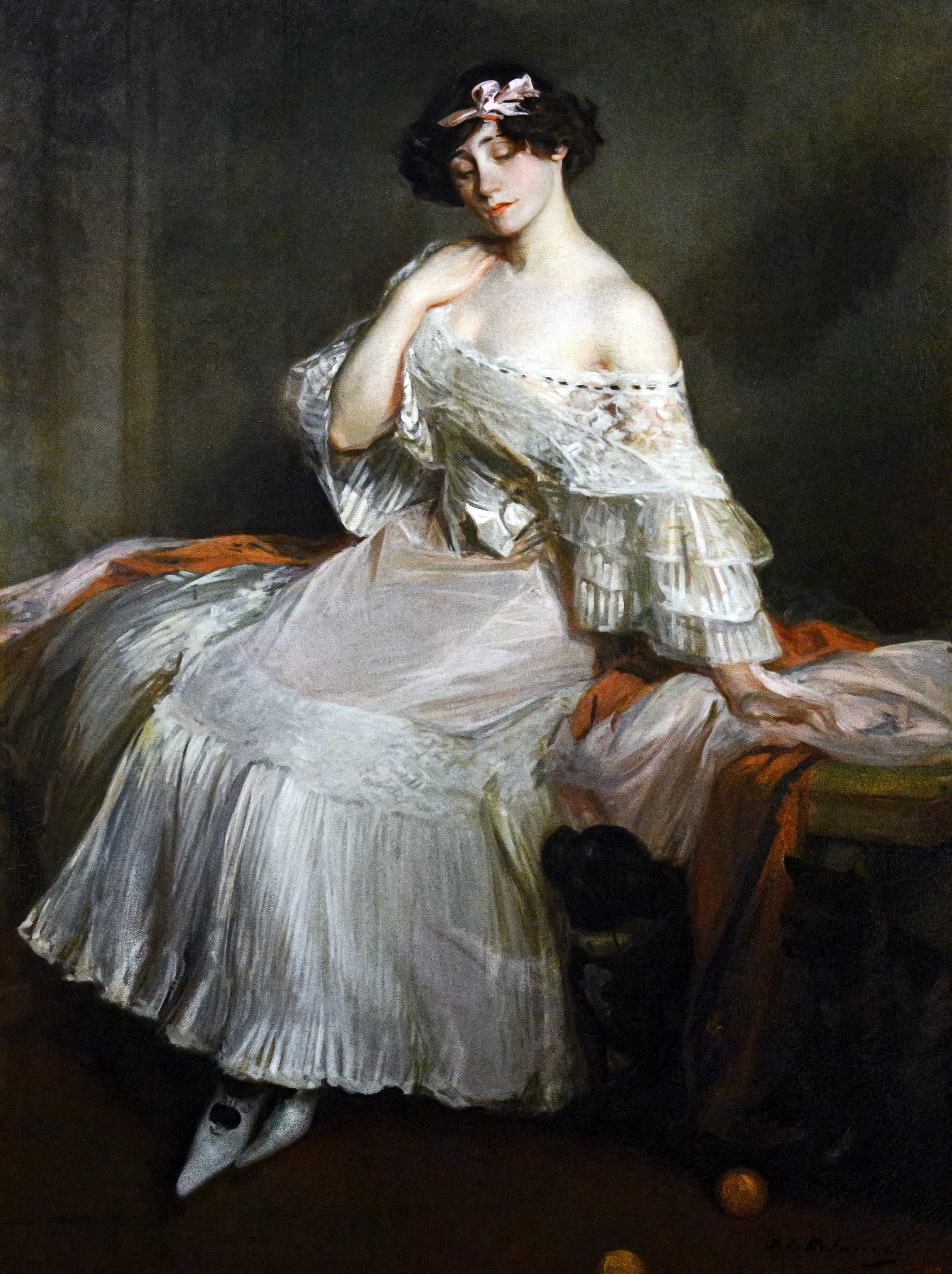
Portrait de la romancière Colette - Jacques-Émile Blanche - Musée national d'Art de Catalogne, c.1905

En 1895, Willy l'engage à écrire ses souvenirs d'école, publiés sous le pseudonyme « Willy », Colette étant inconnue dans le monde littéraire de l'époque : Claudine à l'école, bientôt suivi d'une série de Claudine , Claudine à Paris, Claudine en ménage, Claudine s'en va. Après leur séparation en 1906, Colette écrira et signera de son nom la fin de la série des Claudine avec La Retraite sentimentale.
En 1902, elle est une des premières à suivre précocement la mode des garçonnes, coupant ses cheveux nattés, au grand dam notamment de sa mère,.
Colette se libère de plus en plus de la tutelle de Willy. En 1905, elle publie encore Dialogues de bêtes sous le nom de Colette Willy et fréquente assidûment Madeleine Deslandes « que je vois le soir quand l'ombre a rendu impénétrables les futaies de la rue Christophe-Colomb, car je suis sa relation inavouable ».

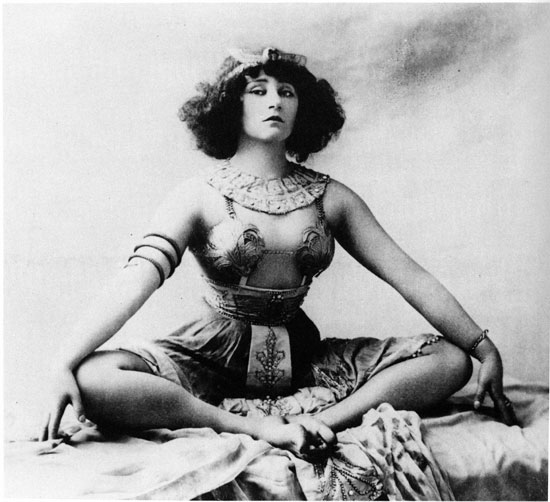
Colette dans la pantomime « Rêve d'Égypte » au Moulin-Rouge en 1907, photographiée par Léopold-Émile Reutlinger.

Pour gagner sa vie, encouragée par le comédien et mime Georges Wague (1874-1965), elle poursuit de 1906 à 1912 une carrière au music-hall, où elle présente des pantomimes orientales (« la première mime féminine de mon temps », écrit-elle) dans des tenues très légères (la préfecture de police interdit notamment son spectacle de pantomime nu sous une peau de panthère), puis se produit au théâtre Marigny, au Moulin-Rouge, au Bataclan ou en province (ces spectacles transparaîtront dans La Vagabonde ou L'Envers du music-hall). Elle fréquente également le Palmyr's Bar, établissement pour homosexuels et lesbiennes tenu par Palmire Dumont. Ce sont des années de scandale et de libération morale : après sa séparation d'avec Willy en 1906, elle vit plusieurs relations lesbiennes, notamment avec Mathilde de Morny (Missy), fille du duc de Morny (nièce de l'ex-empereur Napoléon III) et sa partenaire sur scène, en 1911, chez qui elle vit le plus souvent et qui lui a offert la villa Rozven à Saint-Coulomb en Bretagne, ou avec Natalie Clifford Barney, dite « l'Amazone ». Durant toute cette période, Colette chemine aussi dans sa vocation d'écrivaine. Elle publie des ouvrages évoquant ces années, comme Les Vrilles de la vigne et La Vagabonde, L'Envers du music-hall ou En tournée. Elle est souvent invitée par le diplomate Philippe Berthelot et fera partie de ses protégés avec Paul Claudel, Jean Giraudoux, etc. Devenue très proche de Philippe Berthelot, jusqu'à devenir son amie, c'est elle qui le baptisera « le Seigneur Chat ».

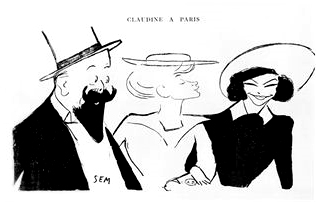
Caricature de Willy, Colette, et Polaire, par Sem (illustrateur), vers 1910.

Après une brève liaison avec Auguste-Olympe Hériot, rencontré à la fin de 1909, elle fait la connaissance d'Henry de Jouvenel, homme politique et journaliste, qu'elle épouse en 1912 et qui l'engage à donner quelques billets et reportages au journal Le Matin, dont il est le rédacteur en chef. De lui, à Castel Novel de Varetz en Corrèze, elle a son seul enfant, Colette Renée de Jouvenel, dite « Bel-Gazou » (« beau gazouillis » en provençal). À plus de quarante ans, alors que son mari la trompe, elle devient la maîtresse du fils de son époux, Bertrand de Jouvenel, qui a alors seize ans. Cette relation qui dure cinq années nourrit les thèmes et les situations dans Le Blé en herbe. En ce qui concerne Chéri, c'est un fantasme devenu réalité, puisque le livre publié en 1920 a été conçu en 1912, soit quelques années avant sa liaison avec Bertrand de Jouvenel. Le divorce d'avec Henry de Jouvenel sera prononcé en 1923. Comme elle le fera pour Willy dans Mes apprentissages, Colette se vengera de son ex-mari par un roman, Julie de Carneilhan.

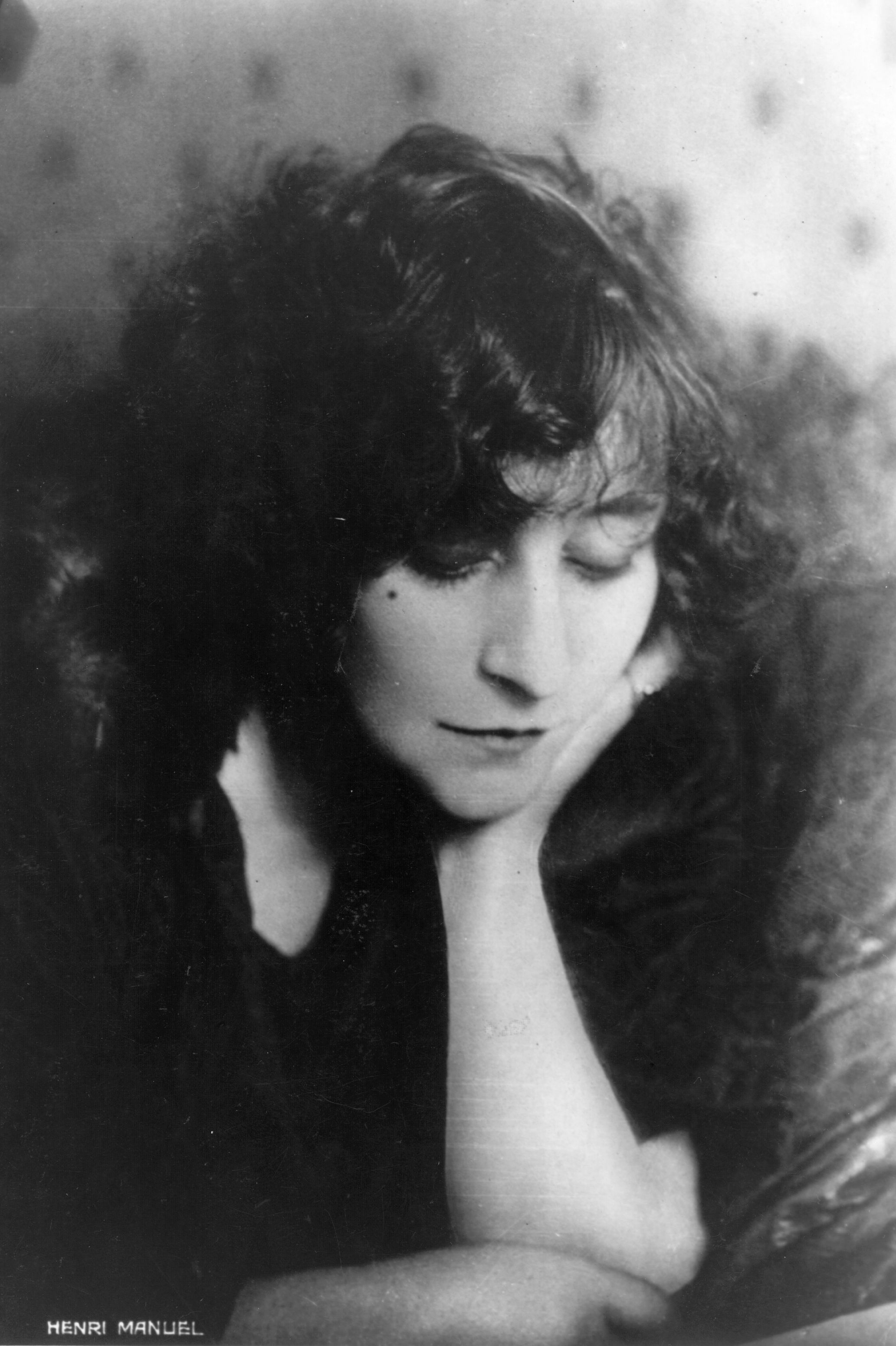
Colette vers 1912.

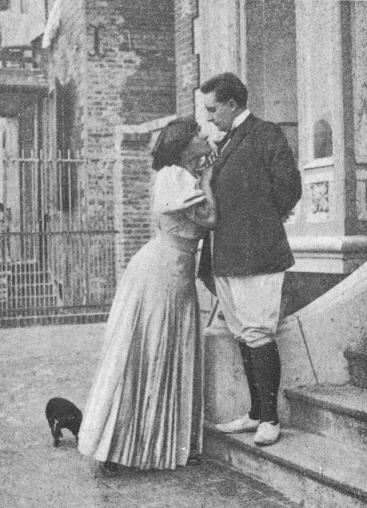
Colette et son amante, Missy (Mathilde de Morny).

En juin 1919, Colette, directrice littéraire du journal Le Matin, contacte Léopold Marchand, figure marquante du théâtre entre les deux guerres, pour contribuer à une nouvelle rubrique dénommée Mille et un Matins. C'est au Matin qu'elle embauche Hélène Picard, qui devient par la suite son amie, comme secrétaire. Colette invite Léopold Marchand dans sa demeure bretonne de Rozven à Saint-Coulomb près de Saint-Malo. En 1921, Léopold Marchand collabore avec Colette à l'adaptation théâtrale de Chéri. Il s'occupe de la mise en scène et joue même un rôle. En 1923, il adapte pour le théâtre le roman de Colette La Vagabonde. Colette a publié dans La Jumelle noire l'ensemble des critiques littéraires qu'elle a écrites sur les pièces de Léopold Marchand.
Mélomane avertie, Colette collabore avec Maurice Ravel entre 1919 et 1925 pour la fantaisie lyrique L'Enfant et les Sortilèges. Elle a été l'amie de la reine Élisabeth de Belgique, de Marguerite Moreno, de Renée Vivien, et a eu quelques brouilles avec la célèbre demi-mondaine de la Belle Époque, Liane de Pougy.
Colette préside (dès la seconde année) le jury du prix littéraire La Renaissance créé par Henry Lapauze en 1921 en vue de distinguer « l'auteur du meilleur ouvrage ». Les lauréats de ce prix seront successivement : en 1921, Alexandre Arnoux pour Indice 33 ; en 1922, Henry-Jacques pour un volume de vers intitulé La Symphonie héroïque et Pierre Mac Orlan pour son roman La Cavalière Elsa ; en 1923, Paul Morand pour Fermé la Nuit et le romancier belge André Baillon pour la réédition de son livre En sabots. En 1928, elle préside toujours le jury du même prix. De 1927 à 1930, elle réside une première fois au Palais-Royal, à l’entresol du 9, rue de Beaujolais, dans un logement qu'elle nomme « le tunnel ».

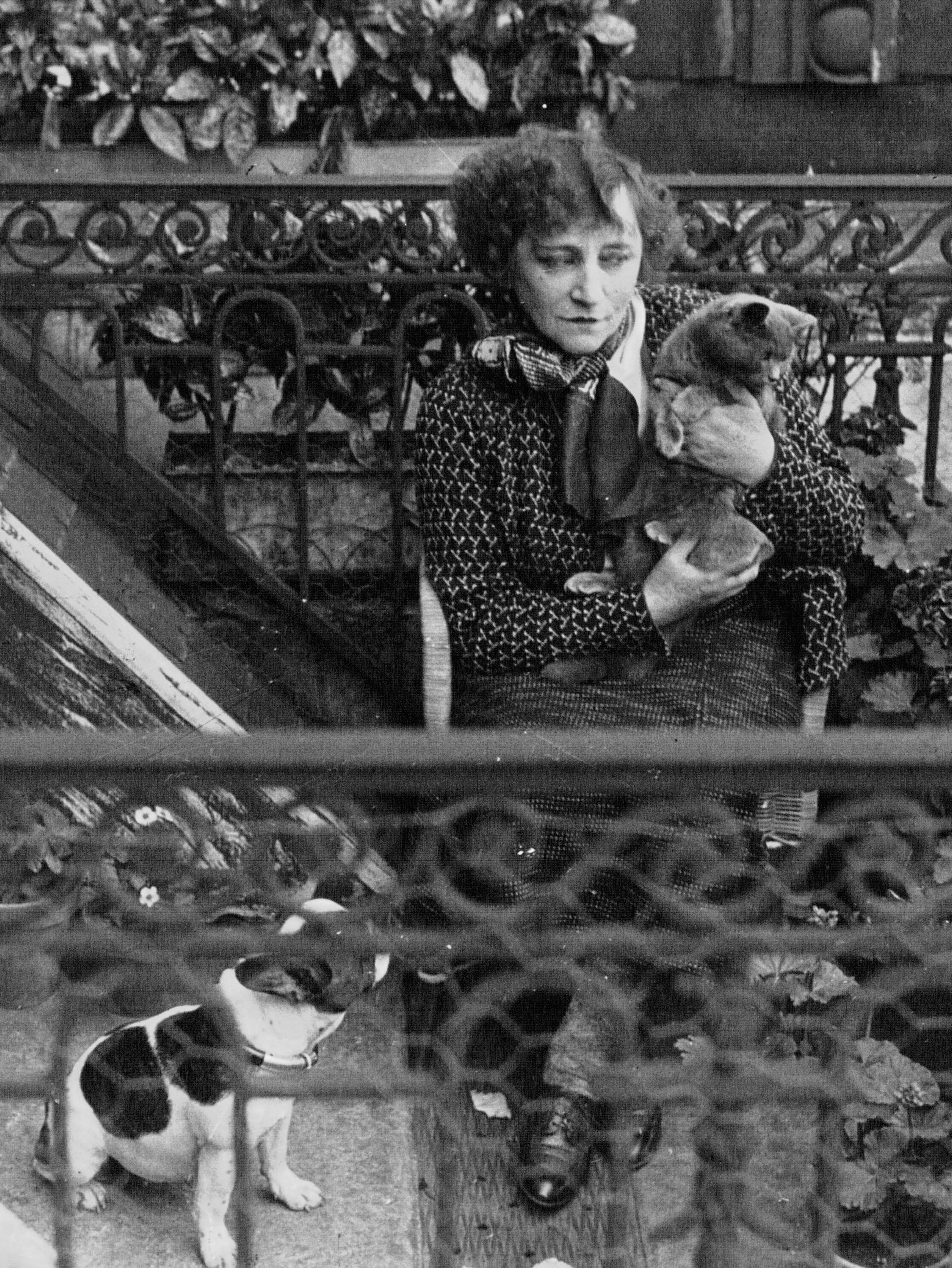
Colette et son chartreux, vers 1932.

Elle rencontre son troisième mari, Maurice Goudeket, en accompagnant son amie Marguerite Moreno chez Andrée Bloch-Levalois, au début de l'année 1925.

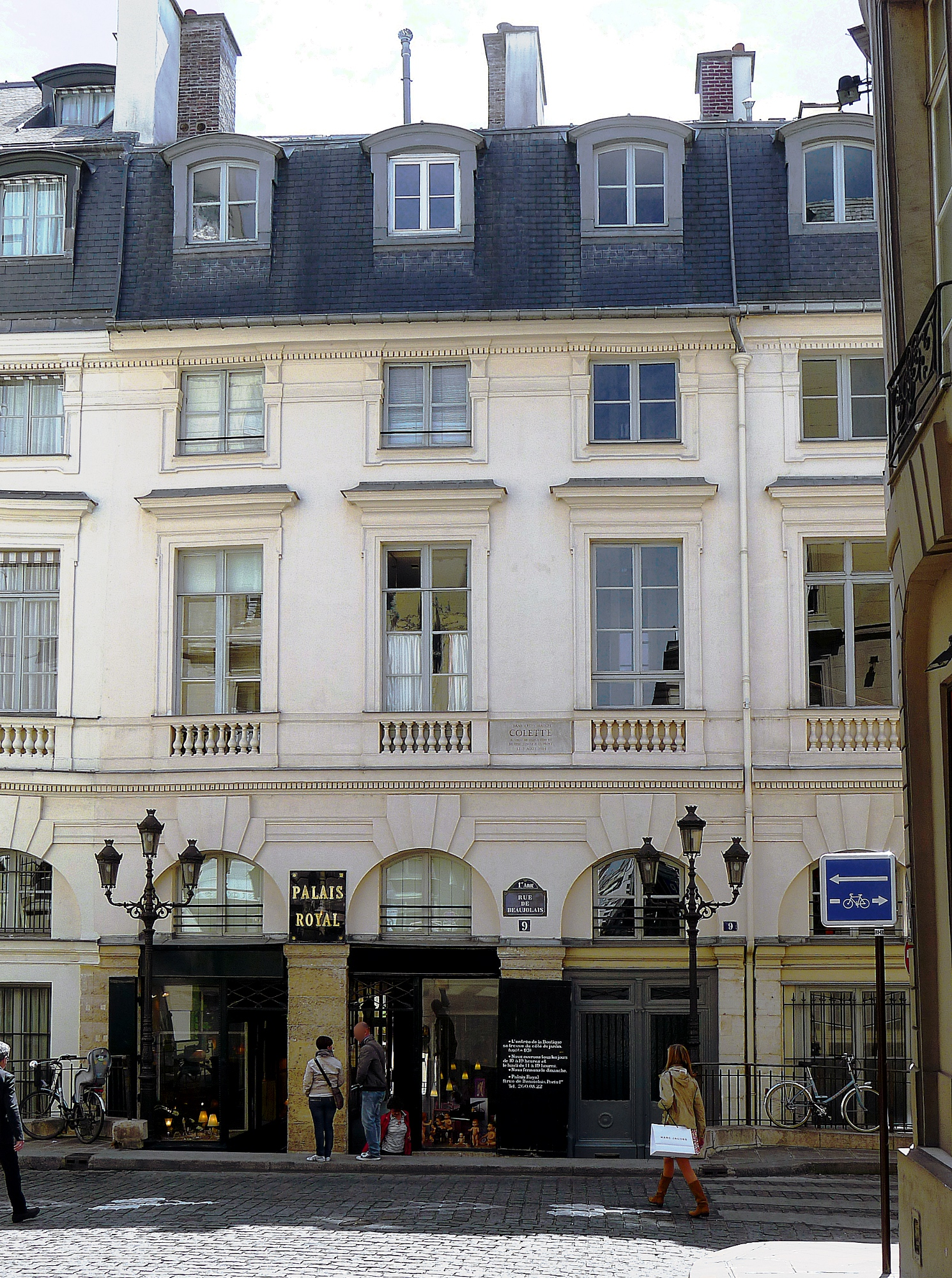
Son appartement du Palais-Royal, voisin du théâtre du Palais-Royal, côté 9 rue de Beaujolais, sa petite province et sa dernière demeure.

Colette fréquente assidûment la Côte d'Azur. Elle séjourne un temps dans sa villa de Guerrevieille, à Sainte-Maxime, puis elle s'installe plus longuement à La Treille-Muscate, à Saint-Tropez (auquel elle consacre de nombreux essais ou romans comme La Naissance du jour, Bella Vista, Prisons et paradis ou Journal à rebours), qu'elle quitte en 1938 en se plaignant de l'affluence trop importante de touristes à la suite de la promotion de son maire Léon Volterra. Elle vend alors sa villa à l'acteur Charles Vanel.
En 1932, Colette, qui a besoin de gagner sa vie, ouvre rue de Miromesnil à Paris un institut de beauté qui ne reçoit pas le succès escompté et qu'elle ferme assez rapidement. Le 8 octobre 1933, elle reprend la critique dramatique de Gaston de Pawlowski dans Le Journal, revue conservatrice et nationaliste. Elle retourne au Palais-Royal, toujours au 9, rue de Beaujolais, mais cette fois au 1er étage, en 1938.
Pendant l'Occupation, elle fait l'Exode en voiture jusqu'en Corrèze où elle rejoint sa fille dans le château délabré de Curemonte, prêté par la famille de Jouvenel. Elle n'y séjourne que quelques mois avant de revenir à Paris, avec Maurice Goudeket, passer toute la durée de la guerre dans son appartement du Palais-Royal au no 9 de la rue de Beaujolais. Du fait de ses origines juives, Maurice est arrêté par la Gestapo le 12 décembre 1941, lors de la rafle dite « des notables ». Il est transféré au camp de Compiègne et est relâché le 6 février 1942. Beaucoup revendiquent le fait d'avoir été les artisans de cette libération dont les circonstances ne sont pas connues, car Colette a fait intervenir de nombreuses personnalités pour qu'elles usent de leur influence : Drieu La Rochelle, Jacques Chardonne, Sacha Guitry, Robert Brasillach, Misia Sert, des membres du gouvernement de Vichy, ou l'ambassadeur d'Allemagne à Paris, Otto Abetz, dont l'épouse est française et admiratrice de l'écrivaine.
Immobilisée dans sa « solitude en hauteur », dans son « lit-radeau » (offert par la princesse de Polignac), par une arthrite de la hanche, elle continue d'écrire pour de nombreux journaux et de publier des romans. Son apolitisme s'accommode, nécessité financière oblige, des journaux collaborationnistes, Le Petit Parisien, La Gerbe, Le Journal, ou des journaux pétainistes qui paraissent en zone libre comme Candide, Gringoire, ce qui lui vaut les reproches des résistants dans la presse clandestine, notamment dans Les Lettres françaises,.

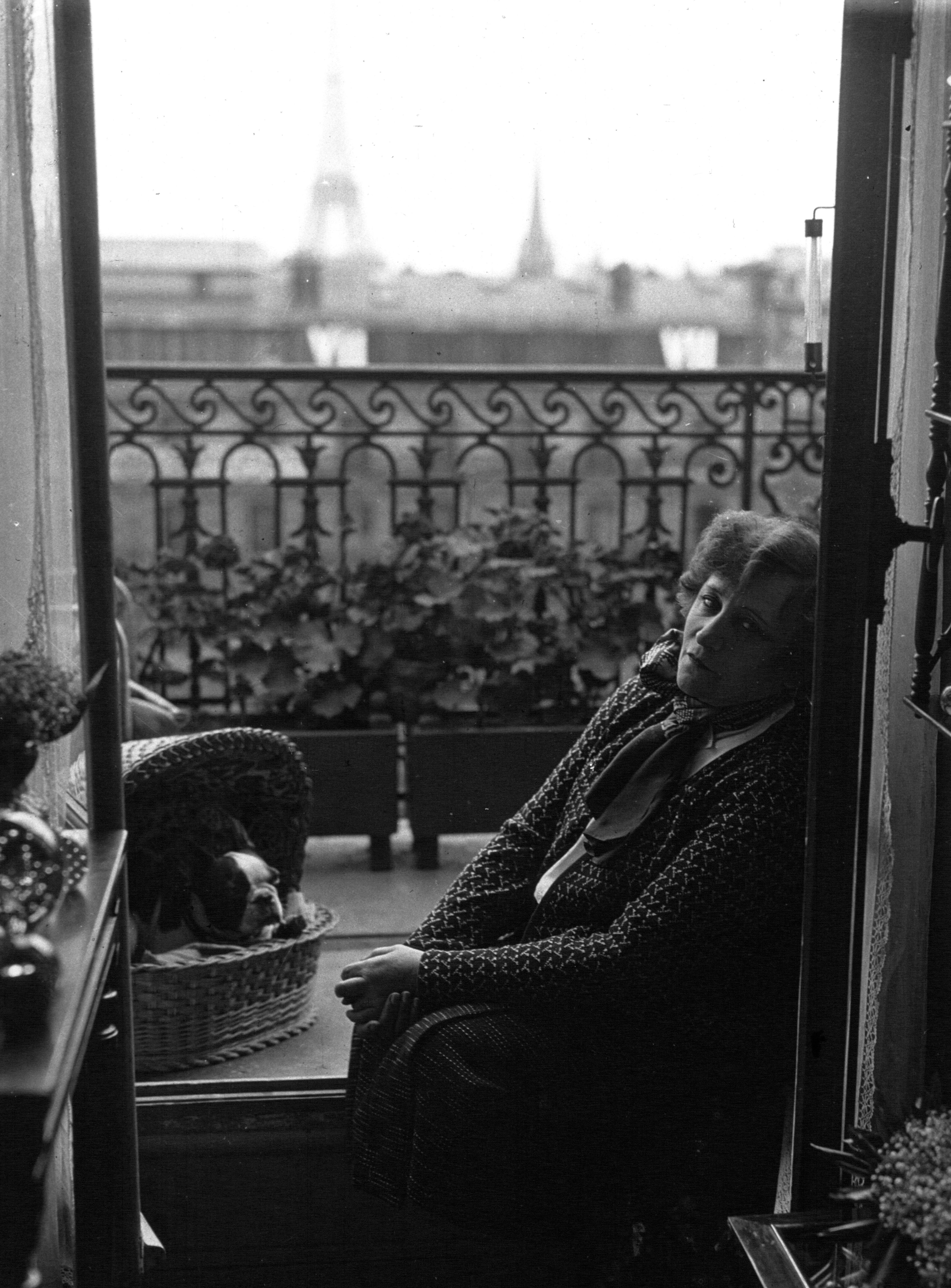
Colette dans son appartement de l'hôtel Claridge, du no 74 avenue des Champs-Élysées à Paris, en 1932.

En 1945, Colette est élue à l'unanimité à l'académie Goncourt, dont elle devient présidente en 1949. Ayant vite compris que la célébrité passe par la maîtrise de son image, elle devient l'écrivaine la plus photographiée du XXe siècle. Les Œuvres complètes de Colette sont publiées en quinze volumes par la maison d'édition Le Fleuron, créée par Maurice Goudeket. Après guerre, elle écrit également pour les magazines Elle puis Marie Claire.
Elle est nommée présidente d'honneur du Conseil littéraire de la Fondation Prince Pierre de Monaco dès sa création en 1951.

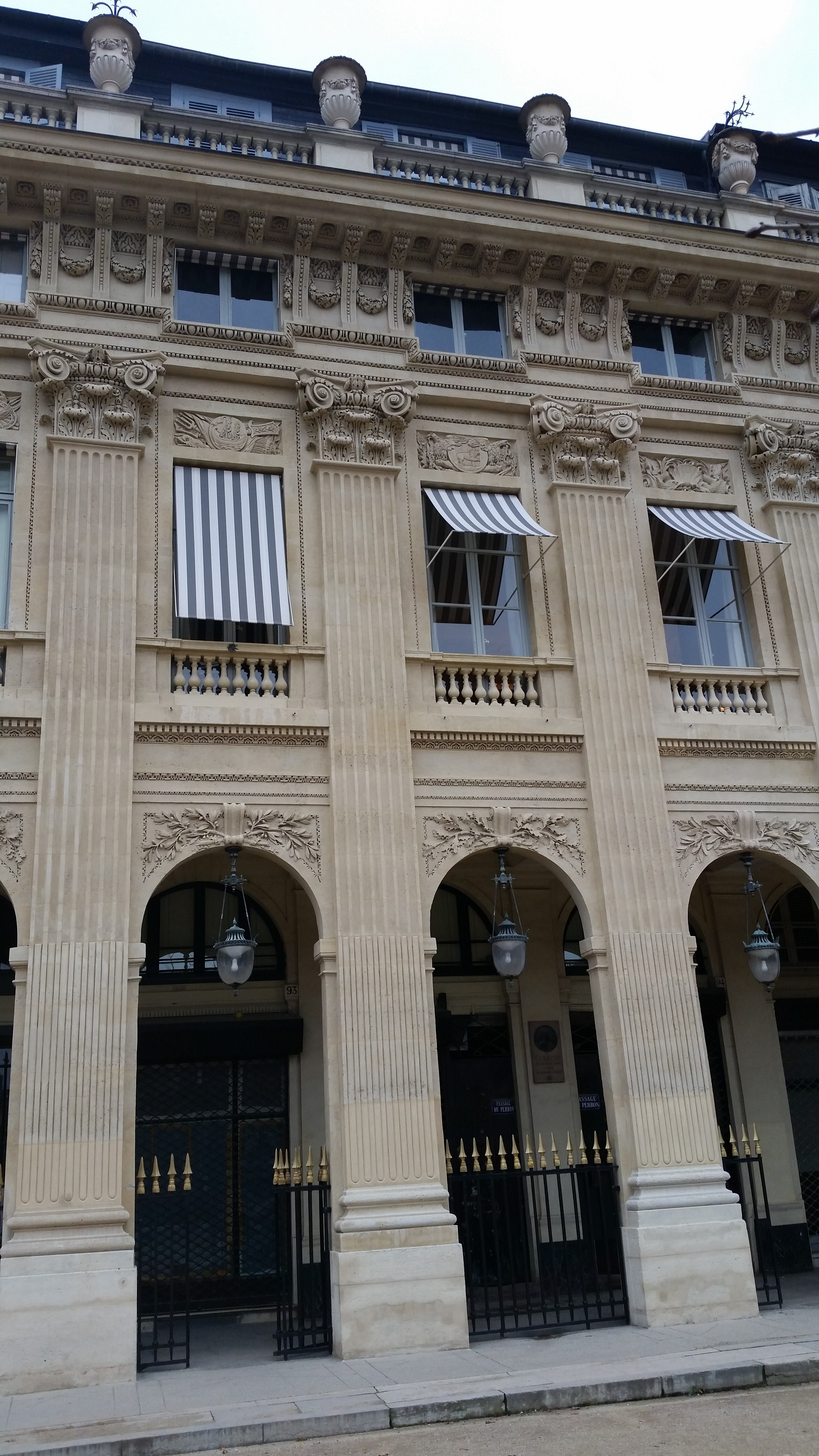
Son appartement du Palais-Royal, coté fenêtre sur le jardin du Palais-Royal (fenêtre de gauche, avec « L'Étoile Vesper » en bronze commémorative, sur le garde-corps du balcon).

En 1952, elle interprète son propre personnage dans le documentaire que lui consacre Yannick Bellon intitulé simplement Colette, qui est devenu un classique du genre, puisqu'il s'agit du seul film qu'elle interprète. En 1953, elle est élevée à la dignité de grand officier de l'ordre national de la Légion d'honneur. Elle compte Jean Cocteau parmi ses voisins. Sur ses vieux jours, celui qu'elle surnomme « son meilleur ami », c'est-à-dire Maurice Goudeket, l'aide à supporter sa polyarthrite, qui ralentit durablement sa production à la fin des années 1940.
Elle meurt le 3 août 1954 au 9, rue de Beaujolais.
Sa réputation sulfureuse conduit au refus par l'Église catholique d'un enterrement religieux. Mais la France l'honore : Colette est la première femme à laquelle la République ait accordé des obsèques nationales,. Elle est enterrée au cimetière du Père-Lachaise (4e division) à Paris,. Sa fille repose à ses côtés.

## Style littéraire
Colette arrive à se démarquer de ses contemporains (André Gide, Romain Rolland ou encore Jean Giraudoux) grâce aux sujets qu'elle aborde. Elle montre un style épuré mais élevé. Elle trouve sa place parmi les romanciers régionalistes qui se sont imposés durant l'entre-deux-guerres, à travers, entre autres, les descriptions de sa région natale, la Bourgogne.
Une attention croissante à la justesse des mots, notamment lorsqu'ils sont chargés d'exprimer l'effusion dans la nature, une sensualité librement épanouie pour revendiquer les droits de la chair sur l'esprit et ceux de la femme sur l'homme, voilà quelles sont les lignes de force de cette écriture.
Par ailleurs, l'écriture de Colette est plus complexe et moderne qu'elle ne semble le laisser supposer au premier abord.

En 1999, Serge Doubrovsky, inventeur du terme moderne d'autofiction qu'il appréhende en dernier ressort comme une variante de l'autobiographie, considère Colette comme une pionnière illustrant sa conception : 

« On découvre quand même, chez Colette, un livre qui s'appelle La Naissance du jour qui a paru en 1928 et qui, à l'origine, portait sur son péritexte le sous-titre roman. Et dans le roman de Colette, La Naissance du Jour, on trouve un personnage de femme âgée qui s'appelle Colette. Ensuite, on apprend qu'elle a écrit les Claudine. Bref, elle s'est mise en scène comme le personnage d'un roman écrit par Colette sur Colette. »

Colette portait une grande attention à la réception critique de son œuvre (elle lisait attentivement les journaux), à un point tel qu’on peut parler d’une « influence de la critique contemporaine sur les choix de l’écrivain dans la recherche de la légitimité littéraire ».

## Colette et la sexualité
Colette est ouvertement bisexuelle et la bisexualité tient un rôle primordial, tant dans sa vie privée que dans son œuvre artistique,.
Si son premier mari Henry Gauthier-Villars (dit Willy) exige d'elle une fidélité hétérosexuelle que lui-même ne respecte pas, il ne voit aucune objection à ce que sa femme ait des expériences avec d'autres femmes. Sa première partenaire connue fut Georgie Raoul-Duval.
En 1906, Colette quitte son mari et s'engage plus ou moins publiquement dans une relation amoureuse avec la marquise de Belbeuf. Un soir, toutes deux choquent l'audience durant une représentation au Moulin-Rouge aux tonalités ouvertement homoérotiques : une scène de baiser entre les deux femmes cause un énorme scandale, cette affaire déclenchant jusqu'à l'intervention du préfet de police de Paris,.
Colette épouse par la suite Henry de Jouvenel en 1912, dont elle était tombée amoureuse lors de leur première rencontre quelques mois auparavant. De ce mariage est issue une fille, Colette de Jouvenel (1913-1981). Après une liaison avec le fils que son mari a eu d'un premier mariage, Bertrand de Jouvenel, âgé de 16 ans, Colette, en 1935, se marie pour la troisième et dernière fois à Maurice Goudeket, qu'elle fréquentait depuis 1925, devenant alors Sidonie Gabrielle Goudeket.
Du côté de sa production littéraire, la bisexualité est également un élément récurrent de son œuvre, à commencer par sa première série de romans Claudine, qui dépeignent, outre la protagoniste, de nombreuses femmes bisexuelles ; ainsi, une partie des thèmes abordés dans sa littérature est autobiographique,. Colette est également l'autrice d'un ouvrage de réflexion sur l'amour et la sexualité, Le Pur et l'Impur, qui puise dans des exemples d'expériences hétérosexuelles comme homosexuelles.
Pour toutes ces raisons, Colette a été étiquetée « reine de la bisexualité » par Julia Kristeva.

## Colette et le féminisme
Colette n'était pas féministe. Elle déclare ainsi en 1910 à Maurice Dekobra, dans Paris-Théâtre : « Les suffragettes me dégoûtent […] Savez-vous ce qu'elles méritent, les suffragettes ? Le fouet et le harem… »,.
En 1927, elle répond à Walter Benjamin, qui lui demande : « La femme doit-elle participer à la vie politique ? ». « Non. J'ai moi-même, parmi mes relations, un nombre suffisant de femmes équilibrées, en bonne santé, très cultivées, intelligentes, qui seraient tout aussi capables qu'un homme de siéger dans une commission ou un jury. Seulement elles ont toutes, chaque mois – et je vous assure que ce sont des femmes normales, parfaitement constituées – des jours où elles sont irritables, incontrôlées, imprévisibles. Les affaires politiques suivent leur cours tout de même pendant ces jours-là, n'est-ce pas ? Et il faudra voter et prendre des décisions ».

## Colette et la Belgique

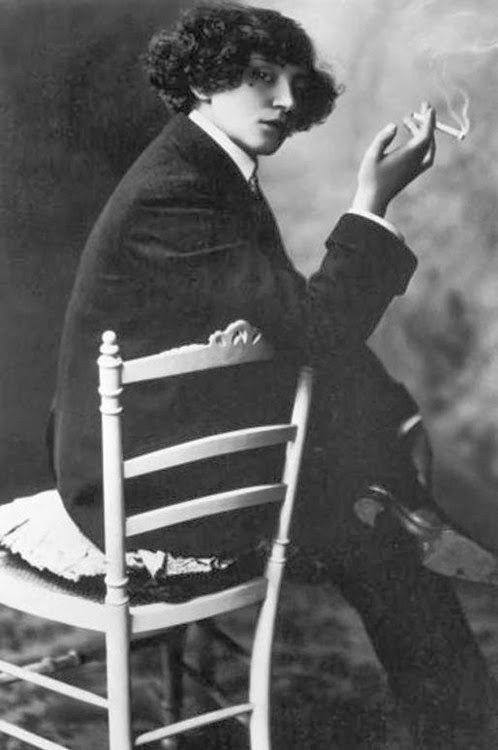
Colette par Henri Manuel.

Les liens entre Colette et la Belgique sont étroits. Henri Landoy, son grand-père maternel, combattit à la bataille de Waterloo, son oncle Paul fut, entre autres, directeur du casino d'Ostende tandis que sa mère, Sidonie Landoy, dite « Sido », au décès de ses parents, alla rejoindre ses frères journalistes à Bruxelles où elle vécut de longues années. À l'âge de 6 ans, elle séjourna dans la commune de Saint-Josse-ten-Noode au no 25 de la rue Botanique.[réf. nécessaire].
Contre toute attente, Sido a découvert et partagé la vie d'artistes en vue : peintres, écrivains et musiciens. Mais sans dot ni métier, elle s'est résignée au mariage et est repartie dans l'Yonne. Cependant elle n'oublia pas la Belgique et en conta ses charmes à sa fille, Colette. Dans les Lettres à Missy, Colette fait plusieurs fois mention de ses passages à Liège ou à Bruxelles où elle se rendait lors de ses tournées, lorsqu'elle séjournait notamment à l'hôtel Métropole — qui existe toujours place de Brouckère. Le 14 mai 1909, lors d'une étape de sa tournée Claudine à Liège, Colette se laisse séduire par la ville, la trouvant « la plus française des villes belges » — par allusion aux grands magasins qui s'y développaient, comme à Paris.
Elle séjourne aussi plusieurs fois à Bruxelles, notamment du 4 au 17 février 1910, où elle présente La Chair — pièce de Georges Wague — qui fera scandale car elle y paraissait dévêtue. Dans son édition du 6 février, le journal Le Soir relate cet événement avec un grand engouement pour les comédiens : « La pantomime La Chair qui a eu un grand succès à Paris et sur laquelle M. Chantrier a écrit une musique charmante, a été interprétée avec conviction par Colette Willy, Christine Kerf et Georges Wague ».
En 1922, Georges Simenon, alors rédacteur au journal liégeois La Gazette de Liège, se rend à Paris et rencontre Colette, directrice littéraire du journal Matin. Il travaille comme secrétaire chez l'écrivain Binet-Valmer et commence à lui envoyer des textes. Dans un premier temps, Colette les refuse tous. Pourtant, « la petite idole » retient enfin son attention malgré le scepticisme quant à son écriture. En effet, elle le juge trop littéraire et lui conseille de ne pas faire de la littérature. Simenon ne le comprend pas directement mais essaie une écriture plus simple. Le 27 septembre 1923, la romancière accepte finalement de le publier. Simenon rendra hommage plus tard aux précieux conseils reçus de l'écrivaine. Lorsque Colette est primée à l'académie Goncourt, le 2 mai 1944, elle reçoit une lettre de Simenon la félicitant. Elle y répond de la sorte : « Cher Simenon, merci. Tout le monde est si gentil que je n'ai plus de papier à lettres ! Je viens de lire La Fuite de M. Monde. Cette profonde tristesse de vos héros me frappe beaucoup. Une grande poignée de main. »

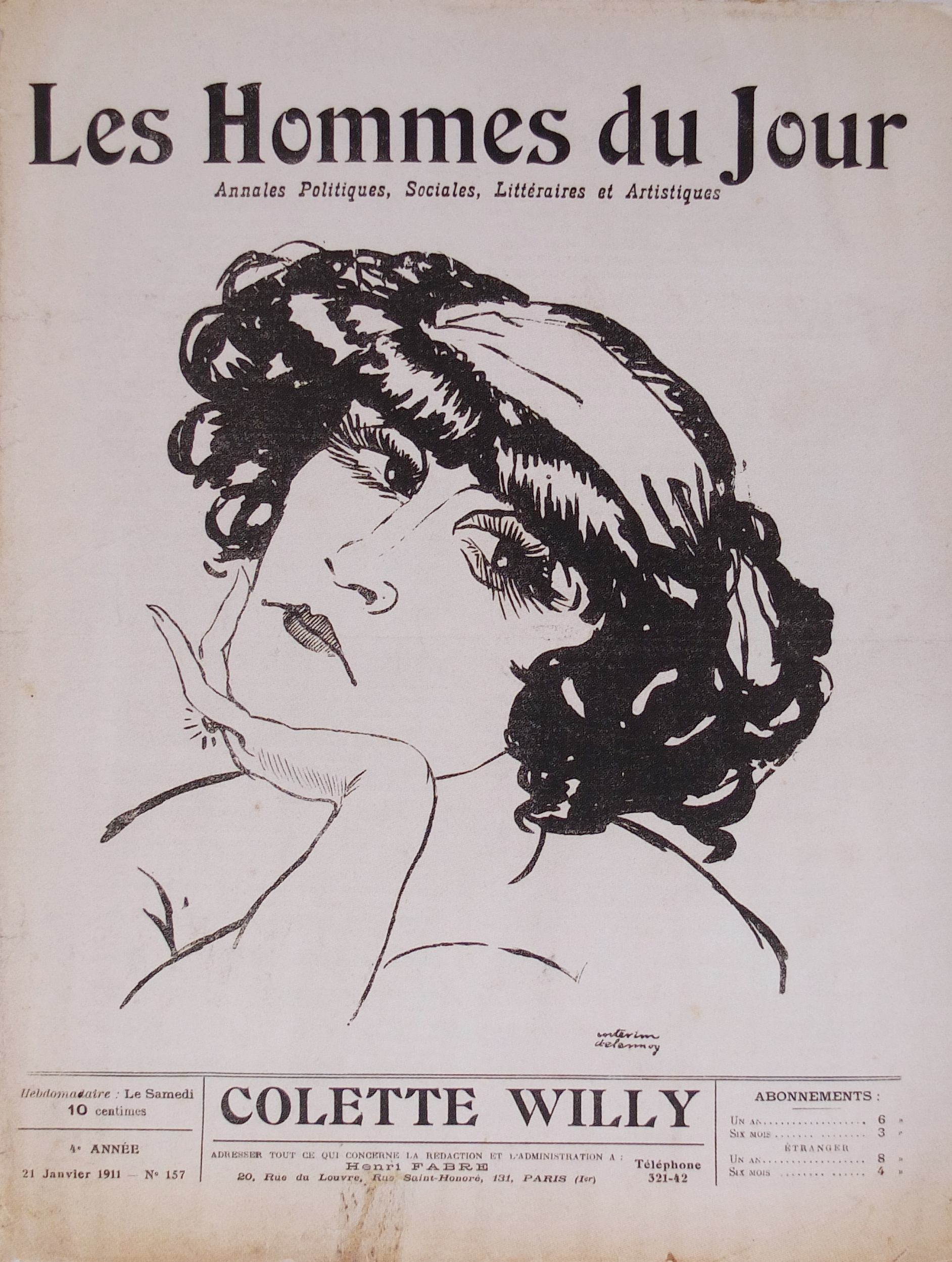
Portrait en 1911 par Aristide Delannoy, pour Les Hommes du jour.

L'Académie royale de langue et de littérature françaises de Belgique élit Colette en remplacement de la comtesse de Noailles. L'honneur est accepté par Colette et la décision approuvée par le roi Léopold III malgré les reproches qu'il lui fait quant à son commerce esthétique et sa relation avec Mathilde de Morny, dite Missy. Même la reine Élisabeth, son amie et mère de Léopold III, lui adresse une lettre de félicitations.
Colette rencontre la reine des Belges (Élisabeth de Bavière) en novembre 1931. Elle rapporte cette rencontre dans Paris-Soir, le 13 octobre 1938. Elle décrit la beauté de la jeunesse persistante de cette reine-artiste. Leur amitié dure jusqu'à la mort de la romancière. Colette accueille la reine chez elle le 2 avril 1946, après son élection à l'académie Goncourt. Lorsque Colette commence à avoir certaines difficultés à marcher à cause de son arthrite, la reine se rend à plusieurs reprises à son chevet. Toutefois, si elle ne peut rendre visite à Colette, elle lui envoie des lettres, des présents et des promesses de visite. Cette promesse est tenue le 10 mars 1949. C'est lors de ces retrouvailles que Colette offre son unique exemplaire de Pour un herbier. Quatre jours plus tard, elle décrit la reine Élisabeth dans Les Lettres aux petites fermières : « C'est une des rares créatures qui inspirent le dévouement, tant elle est prodigue d'elle-même. » De même, pour la reine, Colette comptait parmi ses amis particuliers.
Le 14 novembre 1954, un hommage est rendu à Colette au Palais des Beaux-Arts de Bruxelles, en présence de Maurice Goudeket, son mari, et de la reine Élisabeth. La reine assiste également à la réception de Jean Cocteau à l'Académie royale de langue et de littérature françaises de Belgique, qui reçut la place de Colette.

## Postérité

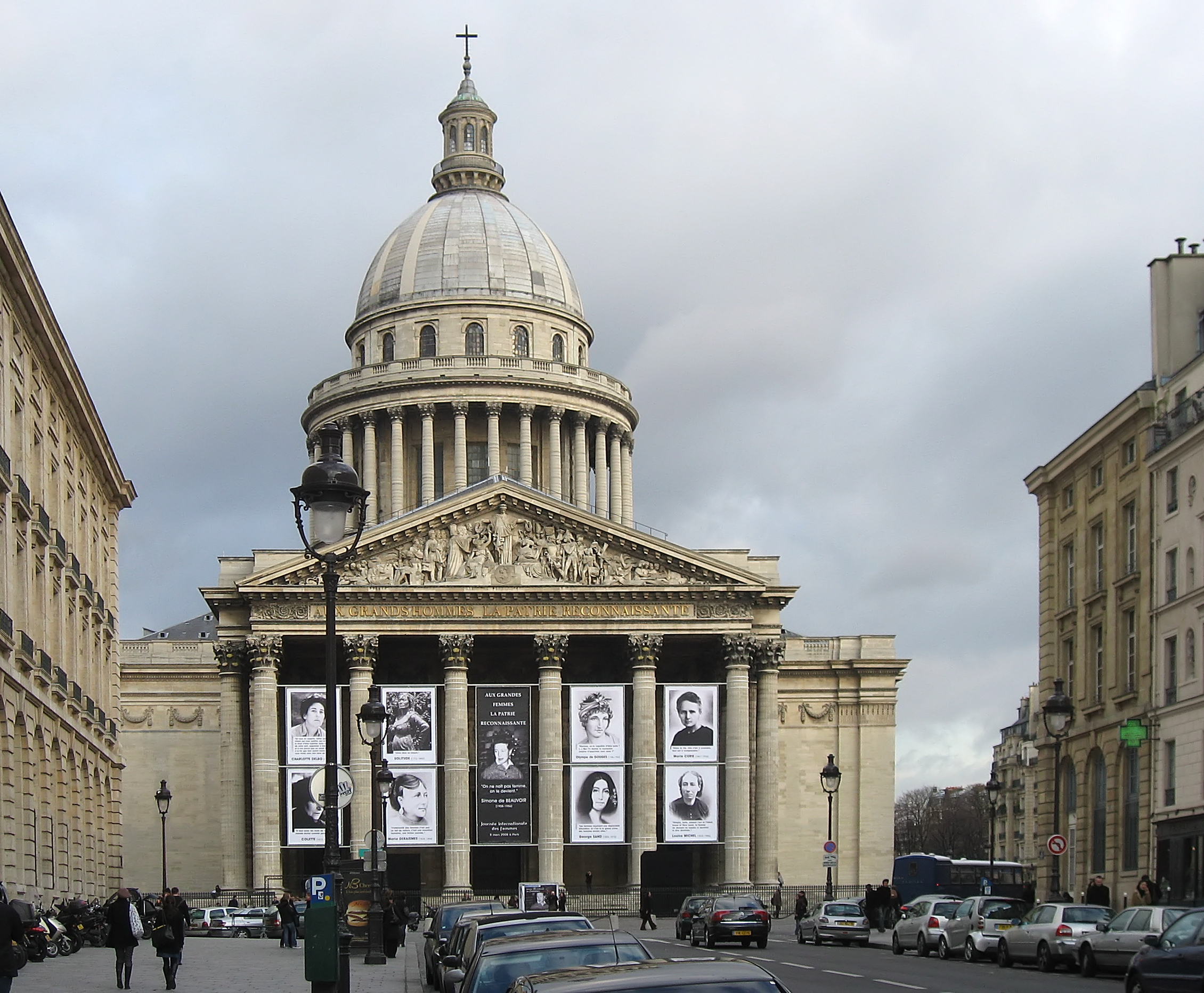
Hommage au Panthéon de Paris en 2008.

En 1956 est fondée la Société des amis de Colette, association reconnue d'utilité publique qui publie depuis 1977 les Cahiers Colette, rassemblant des inédits de l'autrice, des témoignages et des études originales. Le « Prix de la Société des amis de Colette », créé en 2015, est doté d’un montant de 1 500 euros.
Un musée Colette a été créé dans le château dominant la maison natale de Colette à Saint-Sauveur-en-Puisaye, maison bourgeoise sise rue de l'Hospice — devenue rue Colette.
Le 29 septembre 2011, la Société des amis de Colette, avec l'aide de l'État français, acquiert pour 300 000 euros la maison natale de Colette de Saint-Sauveur-en-Puisaye, en vente depuis 2007. Cette maison bourgeoise à la façade austère avec ses jardins du bas et du haut, rejoint l'Inventaire supplémentaire des monuments historiques et est destinée à être réhabilitée pour obtenir le label des Maisons des Illustres. Elle est ouverte au public, ainsi que le jardin, depuis mai 2016.
Colette figure sur une pièce de 10 € en argent éditée en 2012 par la Monnaie de Paris pour représenter sa région natale, la Bourgogne.
Des écoles maternelles et primaires portent son nom à Chauffailles, à Dijon ainsi qu'au Havre ; une école française portait également son nom à Hô Chi Minh-Ville (ancienne Saïgon, au Viet Nam), de 1977 à 2010.
Le 8 mars 2023, la ville de Besançon inaugure une statue géante en hommage à Colette.

### Quelques lieux de mémoire
- Maison natale de Colette et musée Colette de Saint-Sauveur-en-Puisaye dans l'Yonne en Bourgogne.
- Maison de Colette à Besançon en Bourgogne-Franche-Comté
- Villa de Rozven[59] de Saint-Coulomb près de Saint-Malo en Bretagne
- Château de Castel-Novel (Varetz, près de Brive , Corrèze) devenu "Relais-Château", avec sa  " chambre de Colette".
- Château de Curemonte (près de Collonges, Corrèze)
- La Gerbière à Méré, vendue à Gabrielle Chanel en 1930.
- La Treille Muscate[60] à Saint-Tropez sur la Côte d'Azur
- Le 93 rue de Courcelles à Paris. Colette et son mari Henry Gauthier-Villars s'installèrent à cette adresse en 1901, dans un atelier d'artiste au 6e étage, « torride en été, glacial en hiver »[61]. Colette et Willy quitteront cet appartement dès 1902 pour s'installer au 177 bis de la même rue.
- Sa suite de l'hôtel Claridge, du no 74 avenue des Champs-Élysées à Paris.
- Son appartement du Palais-Royal de Paris (entrée 9, rue de Beaujolais, 1er arrondissement) où elle meurt, avec « L'Étoile Vesper » commémorative en bronze[62] sur le garde-corps du balcon de sa fenêtre côté jardin du Palais-Royal[63].
- Sépulture de Colette au cimetière du Père-Lachaise à Paris (division 4, section 1, avenue du Puits, ligne 1, liste de personnalités inhumées au cimetière du Père-Lachaise).

## Œuvres
L'œuvre de Colette est tombée dans le domaine public début 2025.

### Romans
- 1900 : Claudine à l'école
- 1901 : Claudine à Paris
- 1902 : Claudine en ménage
- 1903 : Claudine s'en va
- 1904 : Minne
- 1905 : Les Égarements de Minne

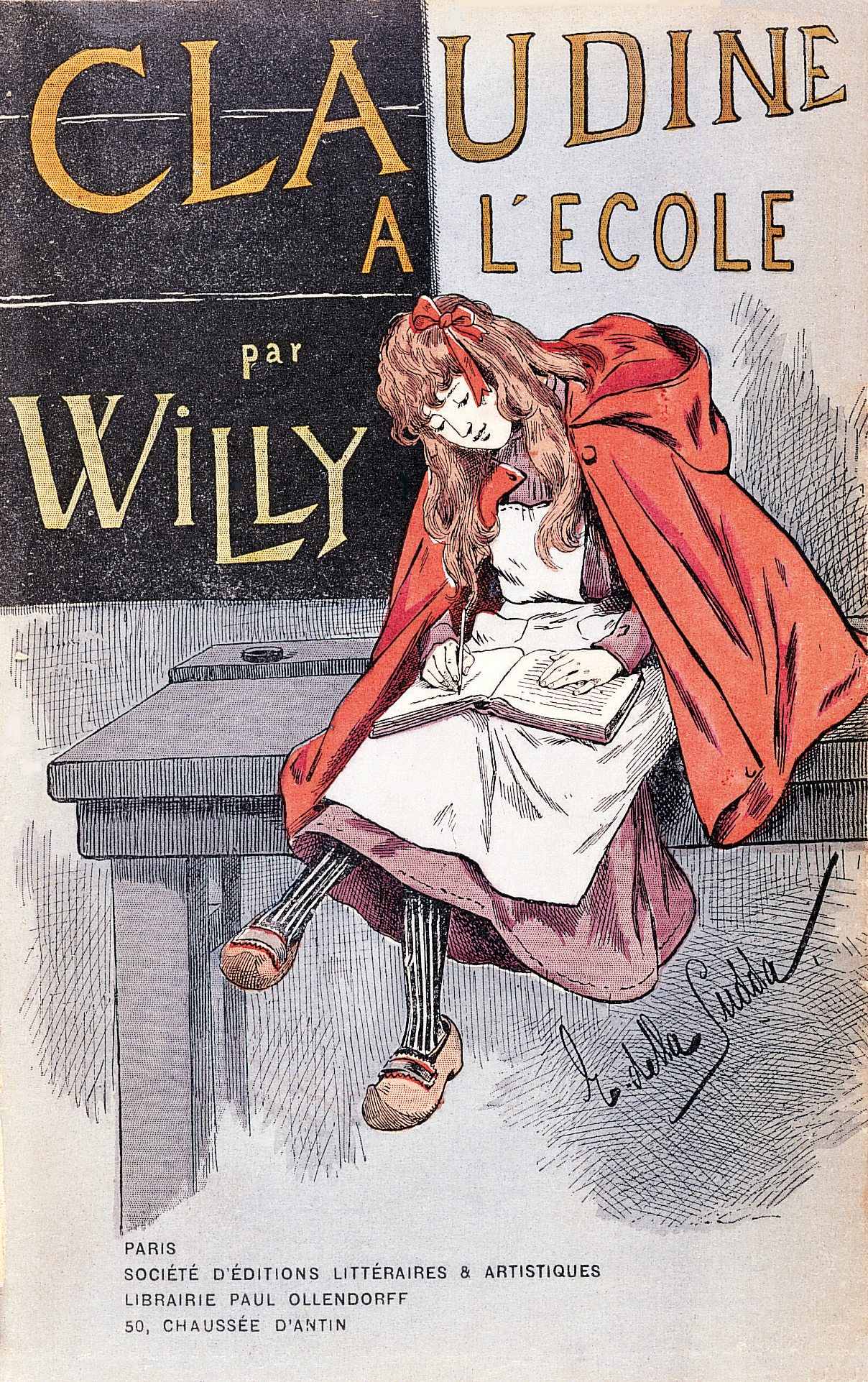
Claudine à l'école, Librairie Paul Ollendorff, 1900, couverture illustrée par Emilio Della Sudda (1867-1924).

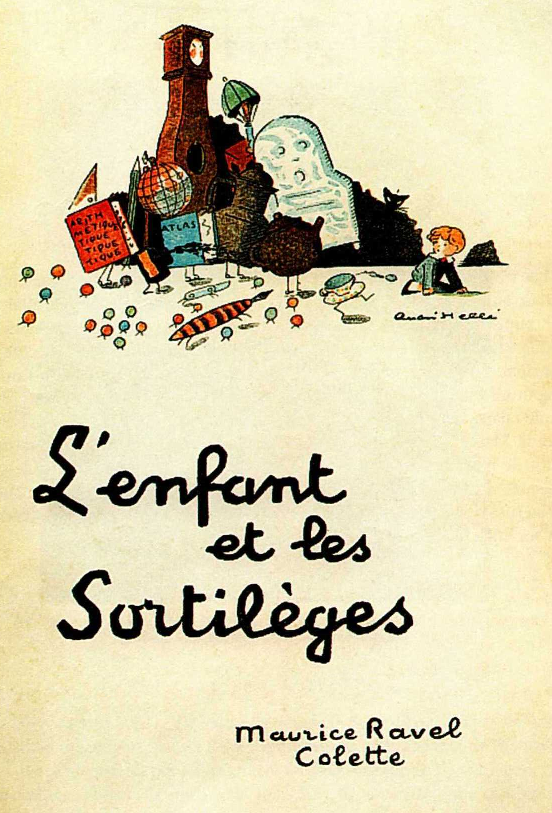
Couverture de L'Enfant et les Sortilèges (fantaisie lyrique, musique de Maurice Ravel) 1925, couverture illustrée par André Hellé.

- 1907 : La Retraite sentimentale (clôt la série des Claudine), illustrations de Georges Gobo
- 1909 : L'Ingénue libertine, réunit Minne et Les Égarements de Minne
- 1910 : La Vagabonde
- 1913 : L'Entrave (suite de La Vagabonde)
- 1919 : Mitsou ou Comment l'esprit vient aux filles
- 1920 : Chéri
- 1923 : Le Blé en herbe
- 1926 : La Fin de Chéri (suite de Chéri)
- 1928 : La Naissance du jour
- 1929 : La Seconde
- 1933 : La Chatte
- 1934 : Duo
- 1939 : Le Toutounier (suite de Duo)
- 1941 : Julie de Carneilhan
- 1943 : Le Képi

### Recueils de nouvelles
- 1908 : Les Vrilles de la vigne
- 1924 : La Femme cachée (→ [lire sur Wikisource])
  - Contenant : La femme cachée, L’aube, Un soir, La main, L’impasse, Le renard, Le juge, L’omelette, L’autre femme, Monsieur Maurice, Le cambrioleur, Le conseil, L’assassin, Le portrait, Le paysage, Demi-fous, Secrets, « Châ », Le bracelet, La trouvaille, Jeux de miroirs, L’habitude
- 1932 : Prisons et Paradis (→ [lire sur Wikisource])
  - Contenant : Serpents, Les paons, Écureuil, Chienne bull, Lézard, La panthère noire et les lions, Chats-huants, Rapaces, Léopards, Singes, Première treille muscate, Voyages, Le poisson au coup de pied, Midi sévère, Treille muscate 1930, Vins, En Bourgogne, Récriminations, Le feu sous la cendre, 38° 5, Puériculture, Rites, Sur L’ « Éros », Philippe Berthelot, Mistinguett, Chanel, Landru, Pierre Faget, sorcier, Fleurs, Fleur du désert, Ahmed, Ouled-naïl, Notes marocaines, Le muet, Rabat, Lyautey, Fez, Sefrou, Dar-El Jamaï, Déjeuner marocain, L’audience du pacha
- 1940 : Chambre d'hôtel
- 1944 : Gigi

### Théâtre
- 1907 : En camarades, comédie en deux actes

### Autres ouvrages
- 1904 : Dialogues de bêtes (titre original : Sept dialogues de bêtes)
- 1913 : L'Envers du music-hall
- 1913 : Prrou, Poucette et quelques autres
- 1916 : La Paix chez les bêtes
- 1917 : Les Heures longues, 1914-1917
- 1918 : Dans la foule
- 1922 : Le Voyage égoïste (regroupé à partir de 1929 avec Quatre Saisons, initialement publié en 1925)
- 1922 : La Chambre éclairée Recueil de textes publiés dans la presse à la fin de la Première Guerre mondiale.
- 1922 : La Maison de Claudine
- 1925 : Quatre Saisons (publié à partir de 1929 à la suite de Le Voyage égoïste, initialement publié en 1922)
- 1930 : Sido, roman autobiographique
- 1932 : Le Pur et l'Impur (d'abord paru sous le titre Ces plaisirs…)
- 1936 : Mes apprentissages
- 1936 : Splendeur des papillons, Librairie Plon
- 1937 : Bella-Vista
- 1938 : La Jumelle noire Quatre tomes de recueil de critiques littéraires et cinématographiques : tome I (1934), tome II (1935), tome III (1937), tome IV (1938).
- 1941 : Journal à rebours
- 1942 : De ma fenêtre ; parfois réédité sous le titre de Paris de ma fenêtre
- 1943 : Nudité
- 1944 : Trois… Six… Neuf…
- 1946 : L'Étoile Vesper, souvenirs
- 1949 : Le Fanal bleu
- 1949 : En pays connu
- 1953 : Paradis terrestre

### Publications posthumes
- 1955 : Belles Saisons (Flammarion)
- 1958 : Paysages et Portraits (Flammarion)

Correspondance
- 1973 : Lettre à ses pairs, Flammarion
- 2003 : Lettres à sa fille (1916-1953), réunies, présentées et annotées par Anne de Jouvenel, Gallimard, coll. « Blanche » ; rééd. Gallimard, coll. « Folio » (no 4309), 2006
- 2009 : Lettres à Missy, édition présentée et annotée par Samia Bordji et Frédéric Maget, Paris, Flammarion
- 2004 : Colette Lettres à Tonton (1942-1947) réunies par Robert D., édition établie par François Saint Hilaire, Éditions Mille et Une Nuits Colette no 437
- 2012 : Sido, Lettres à Colette, édition présentée et annotée par Gérard Bonal, éditions Phébus
- 2014 : Un bien grand amour. Lettres de Colette à Musidora, présentées par Gérard Bonal, L'Herne
- 2018 : Maurice Ravel, L'intégrale : Correspondance (1895-1937), écrits et entretiens : édition établie, présentée et annotée par Manuel Cornejo, Paris, Le Passeur Éditeur, 2018, 1769 p. (ISBN 978-2-36890-577-7 et 2-36890-577-4, BNF 45607052) Édition de 5 correspondances de Ravel à Colette (1919-1926), de 11 correspondances de Colette à Ravel (1919-1932), de 5 correspondances dont 1 lettre ouverte de Colette sur Ravel (1916-1925), de 7 correspondances de Colette sur Ballet pour ma fille -ensuite rebaptisé L'Enfant et les Sortilèges- (1916-1919)

Divers
- 1992 : Histoires pour Bel-Gazou (nouvelles), Hachette, illustrations Alain Millerand
- 2010 : Colette journaliste : Chroniques et reportages (1893-1945), inédit ; présentation de G. Bonal et F. Maget
- 2011 : J'aime être gourmande, présentation de G. Bonal et F. Maget ; introduction de G. Martin, coll. « Carnets », L'Herne, Paris
- 2023 : anthologie, Le Blé en herbe et autres écrits, Gallimard, La Pléiade, 2023, 1376 p.
- 2025 : Moi, c'est mon corps qui pense, Paris, Payot.
- 2025 : Ainsi parlait Colette, textes choisis et présentés par Gérard Pfister, éditions Arfuyen, coll. "Ainsi parlait", 192 p.  (ISBN 978 2 845 90379 1)

## Éditions de bibliophilie
- 1929 : Regarde…, illustré par Mathurin Méheut, Paris, éd. J.G. Deschamps, Imprimerie nationale.
- 1930 : Les Vrilles de la vigne, illustrations de René Lelong.
- 1932 : La Treille musicale, avec 36 eaux-fortes d'André Dunoyer de Segonzac.
- 1946 : Florie, Editions La joie de vivre, Cap d'Antibes, 10 eaux-fortes de Louis Touchagues
- 1949 : Naissance du Jour, texte écrit pour le catalogue de l'exposition présentée par Luc-Albert Moreau, &ditions Manuel Bruker.
- 1960 : La Fleur de l'âge (nouvelles), Lausanne, Éditions Mermod, aquarelles et dessins d'Henri Matisse
- 1973 : Claudine à l'école, avec des lithographies de Gabriel Dauchot, édition Pierre de Tartas
- 1984: Œuvres de Colette en 3 volumes reliure toile rouge avec des aquarelles diverses édition Flammarion

## Adaptations

### Cinéma
- 1913 : Claudine d'Henri Pouctal - scénario
- 1915 : Minne, film muet français d'André Hugon, avec Musidora
- 1917 : Claudine à l'école
- 1917 : Claudine en ménage
- 1917 : Claudine s'en va
- 1918 : La Vagabonde (La vagabonda) de Musidora et Eugenio Perego
- 1931 : Jeunes Filles en uniforme de Leontine Sagan - dialogues (non créditée)
- 1932 : La Vagabonde de Solange Bussi - dialogues
- 1934 : Lac aux dames de Marc Allégret - dialogues
- 1935 : Divine de Max Ophüls - scénario et dialogues
- 1937 : Claudine à l'école de Serge de Poligny
- 1949 : Gigi de Jacqueline Audry
- 1950 : Julie de Carneilhan de Jacques Manuel
- 1950 : Minne, l'ingénue libertine de Jacqueline Audry d'après L'Ingénue libertine
- 1950 : Chéri de Pierre Billon - dialogues
- 1954 : Le Blé en herbe de Claude Autant-Lara
- 1956 : Mitsou de Jacqueline Audry d'après Mitsou ou Comment l'esprit vient aux filles…
- 1958 : Gigi de Vincente Minnelli avec Leslie Caron
- 2009 : Chéri de Stephen Frears avec Michelle Pfeiffer

### Télévision
- 1962 : Chéri de François Chatel, avec Jean-Claude Brialy, Madeleine Robinson et Denise Grey
- 1973 : La Seconde de Hervé Bromberger
- 1973 : Chéri, mini-série britannique de Claude Whatham
- 1978 : Claudine, mini-série de quatre téléfilms : Claudine à l'école, Claudine à Paris, Claudine en ménage, et Claudine s'en va, d'Édouard Molinaro, avec Marie-Hélène Breillat dans le rôle-titre
- 1980 : La Naissance du jour de Jacques Demy
- 1990 : Le Blé en herbe de Serge Ménard
- 1990 : Julie de Carneilhan de Christopher Frank
- 1990 : La Seconde de Christopher Frank
- 1990 : Duo de Claude Santelli
- 2006 : Mademoiselle Gigi de Caroline Huppert avec Juliette Lamboley

### Théâtre
- 1906 : Pan de Charles Van Lerberghe, mise en scène Lugné-Poe, théâtre Marigny
- 1921 : Chéri de Colette et  Léopold Marchand adapté du roman-homonyme de Colette, avec Jeanne Rolly, Maurice Lagrenée et Marguerite Moreno, théâtre Daunou[n 7]
- 1925 : L'Enfant et les Sortilèges, fantaisie lyrique, musique de Maurice Ravel
- 1950 : Chéri  mise en scène Jean Wall, avec Valentine Tessier (Léa) et Jean Marais (Chéri), théâtre de la Madeleine
- 1951 : Gigi, adapté du roman-homonyme de Colette par Anita Loos et créée en anglais le 24 novembre 1951 au Fulton Theatre de New York dans une mise en scène de Raymond Rouleau, avec Audrey Hepburn dans le rôle-titre, puis traduite en français par Colette en 1953 et créée le 24 février 1954 au théâtre des Arts.
- 1953 : Le Ciel de lit de Jan de Hartog, théâtre de la Michodière
- 2010 : Mitsou de Cécile Jaquemet, Cave Poésie

## Films biographiques
- 1952 : Colette, de Yannick Bellon, avec Colette dans son propre rôle, Georges Wague, Jean Cocteau.
- 1991 : Devenir Colette de Danny Huston avec Mathilda May dans le rôle de Colette
- 2004 : Colette, une femme libre de Nadine Trintignant avec Marie Trintignant dans le rôle de Colette
- 2018 : Colette de Wash Westmoreland, avec Keira Knightley dans le rôle-titre

## Récompenses et distinctions

### Décorations
- Grand officier de la Légion d'honneur (décret du 3 mars 1953) ; commandeur (21 janvier 1936) ; officier (5 novembre 1928) ; chevalier (25 septembre 1920)

### Médailles
- Grande médaille d'or avec plaquette d'honneur de l'Académie Arts-Sciences-Lettres[65]

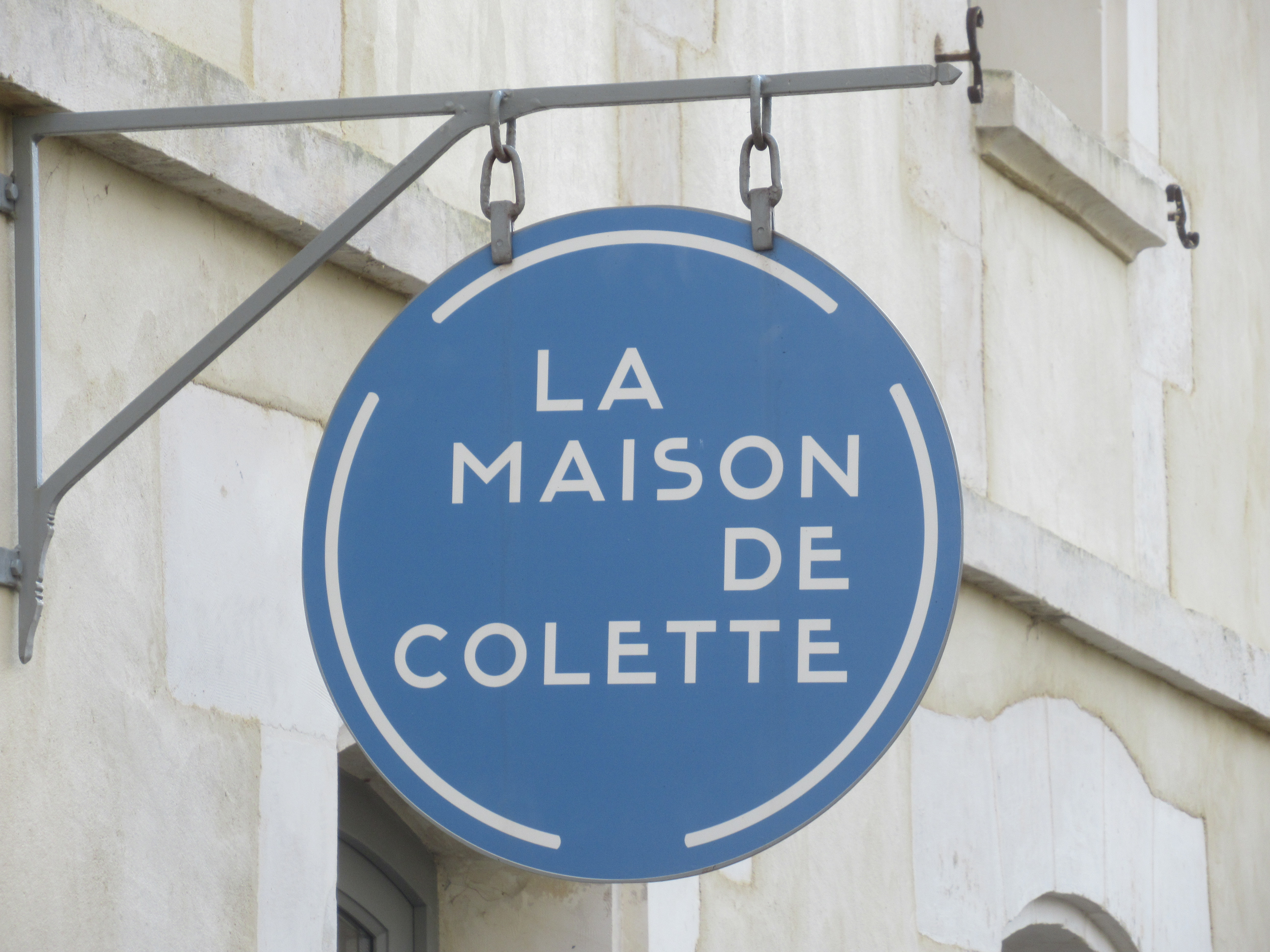
Plaque commémorative de la maison natale de Colette de Saint-Sauveur-en-Puisaye, dans l'Yonne en Bourgogne.
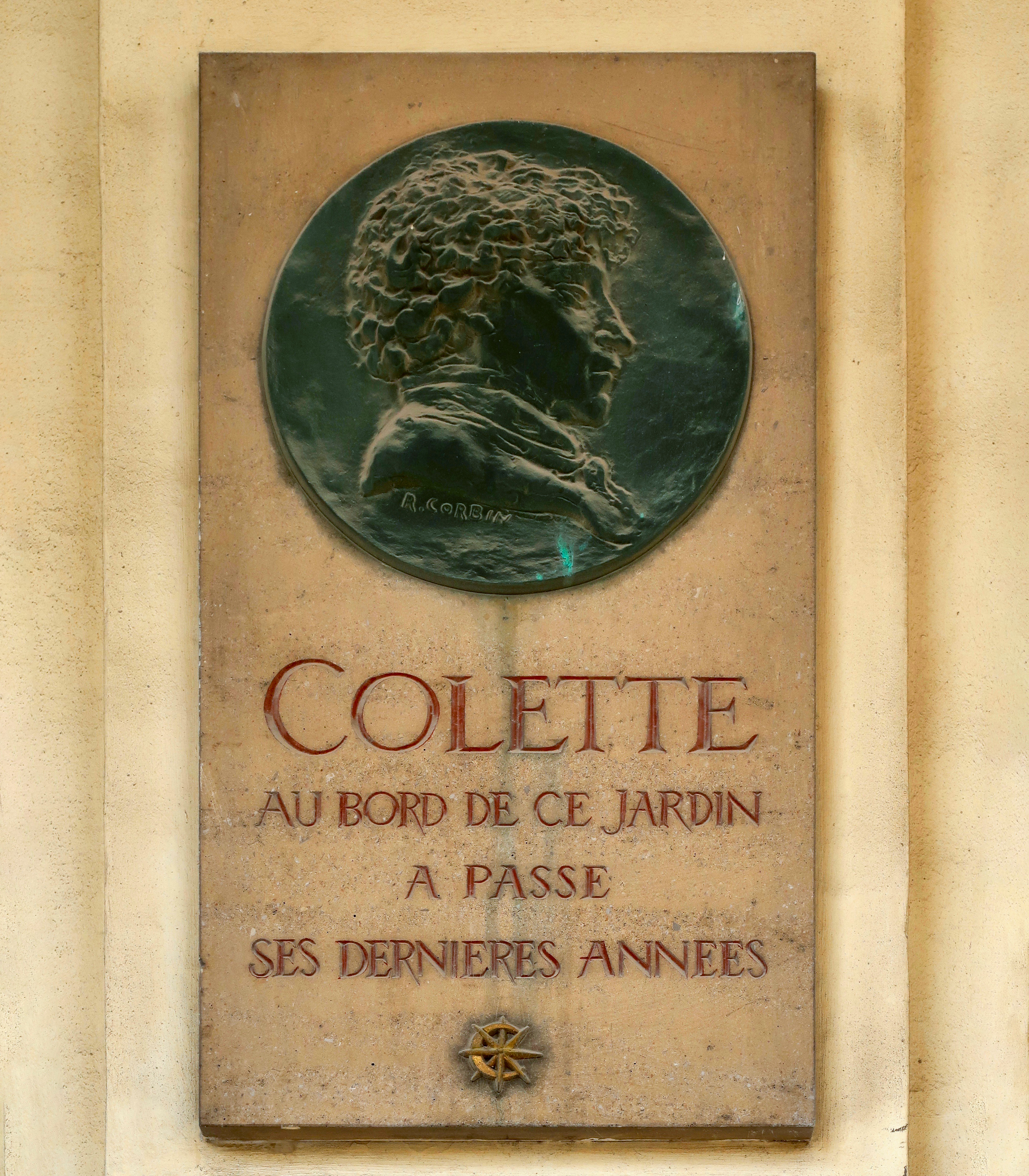
Plaque Colette au Palais-Royal, passage du Perron.
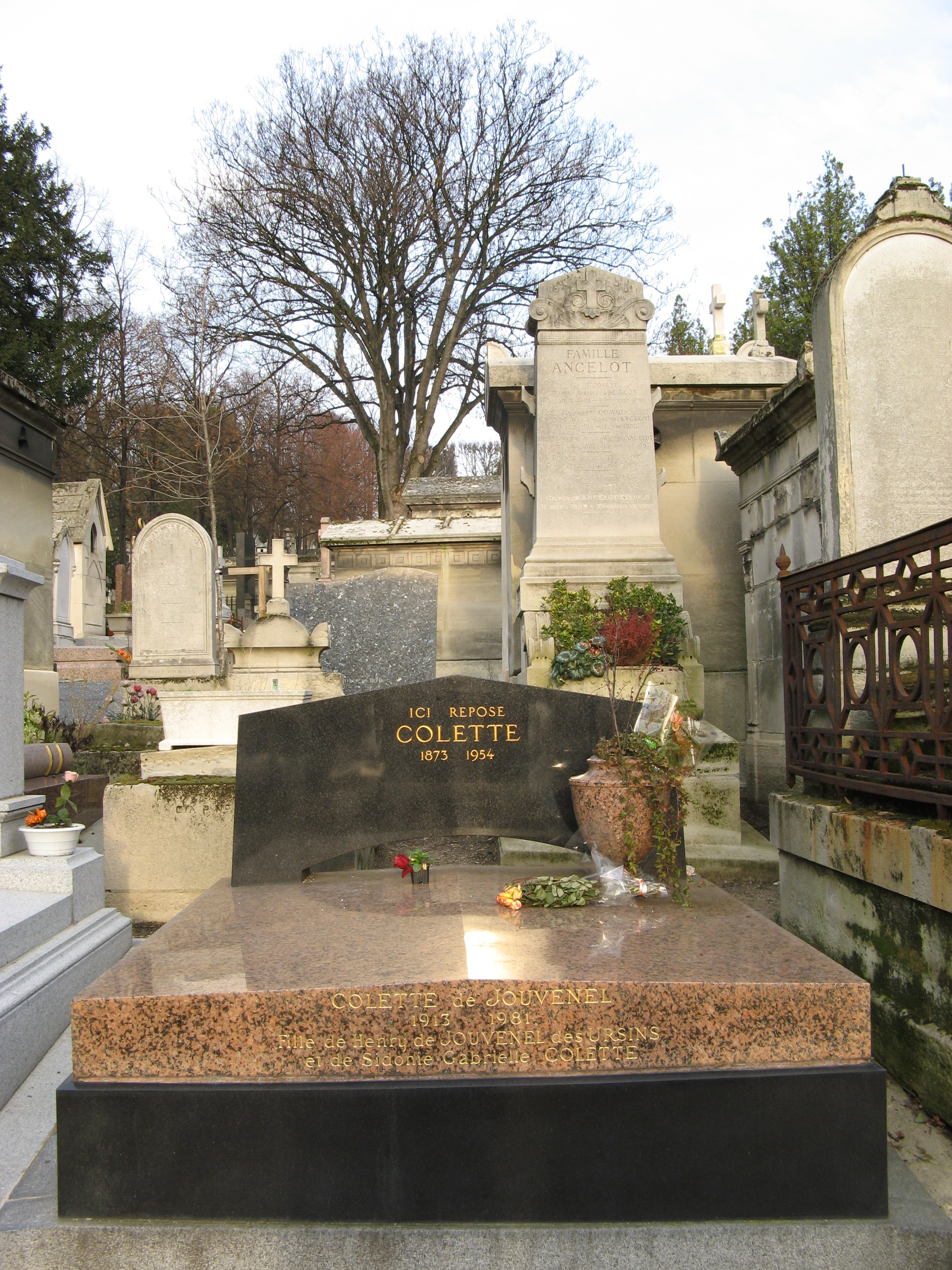
Sépulture de Colette au cimetière du Père-Lachaise à Paris.